# Mor Hulda
Mor Hulda (tysk: Frau Holle) er et tysk folkeeventyr, nedskrevet af Brødrene Grimm. Det handler om en kvinde, som har en smuk og flittig steddatter og en grim og doven datter. Hun elsker sin egen datter mest.
- Wikimedia Commons har flere filer relateret til Mor Hulda

| Sprog og litteratur | Spire Denne artikel om litteratur er en spire som bør udbygges. Du er velkommen til at hjælpe Wikipedia ved at udvide den. |